# 白云公园站
白云公园站是廣州地鐵二號線的車站，位於中国广东省廣州市白云区齊心路的地底、近舊白雲國際機場中心位置，于2010年9月25日啟用。

## 車站結構

### 車站樓層
白云公园站共有二層。地面為齊心路、廣州市兒童公園、中国南方航空大厦、凱德廣場以及邻近建筑；地下一層為东西站厅以及2號綫月台；上方閣樓為聯絡通道；地下二層為預留月台部分結構。
| 阁楼层   | 联络通道             | 付费区来往两侧站台                               |  |  |
| 地下一层 | 西站廳               | 售票機、客服中心、商店、安检设施                 |  |  |
|          | 侧式站台             |                                                  |  |  |
|          | 2 站台               | █2号线 广州南站方向（下站：飞翔公园）            |  |  |
|          | 1 站台               | █2号线 嘉禾望岗方向（下站：白云文化广场）        |  |  |
|          | 侧式站台             |                                                  |  |  |
|          | 东站廳               | 售票機、客服中心、商店、警务室、卫生间、安检设施 |  |  |
| 地下二层 |                      | 预留未来新线                                     |  |  |
|          | 预留部分岛式站台结构 |                                                  |  |  |
|          |                      | 预留未来新线                                     |  |  |

### 站厅
白云公园站分為东西兩個站廳，兩個站廳在非付費區並不相通。東站厅、西站厅及兩個月台由位於上方閣樓的付费区联络通道連接。
另外，本站东西站厅的非付费区均設有便利店、麵包糕餅店等商店，以及自動售賣機、自动售卡/充值机等自助服务。
本站的卫生间设于东站厅非付费区C出入口通道处。

### 月台
本站2號線設有兩個側式月台，位於舊白雲機場中軸線地底，两个月台在乘客眼中看似兩個位於不同層數的單向式月台，但事實上它們是對向式月台設計，只是兩個月台之間被牆壁完全阻隔，令乘客無從得知兩月台位於同一層，与2号线飞翔公园站至黃邊站的車站設計類似。
另外，本站同時預留一個島式月台（僅預留部分結構），位於齊心路地底。預留月台原計劃由12號線使用，但由於12號線規劃更改，不再於本站換乘，現時預留前往该月台結構的扶梯和楼梯位置用地板覆蓋。

1号月台全景图

### 出入口
白云公园站共设有4个出入口，其中A、D出入口位于西站厅，B、C出入口位于东站厅。C出入口和D出入口均可直接前往广州市儿童公园正门。2023年11月4日，本站开通了连接凯德广场·云尚的通道。
|                                                     |                                                           |      |          | |
| 編號                                                | 设施                                                      | 照片 | 出口指示 | 建議前往的目的地                                                                                         |
| 西站廳                                              |                                                           |      |          | |
| A                                                   | 盲道标志 · 轮椅升降台标志 · 无障碍通道标志 · 扶手电梯标志 |      | 齐心路   | 云城西路、凱德廣場雲尚、地铁白云公园站公交车站（东行）                                                   |
| D                                                   | 扶手电梯标志                                              |      | 齐心路   | 云城西路、广州市儿童公园、地铁白云公园站公交车站（西行）                                                 |
| 东站廳                                              |                                                           |      |          | |
| B                                                   | 扶手电梯标志                                              |      | 齐心路   | 云城东路、地铁白云公园站公交车站（东行）                                                                 |
| C                                                   | 盲道标志 · 轮椅升降台标志 · 无障碍通道标志 · 扶手电梯标志 |      | 齐心路   | 广州市儿童公园、云胜广场、云城东路、广州体育馆、广州轨道交通产业发展中心、地铁白云公园站公交车站（西行） |
| 註： 設有 \| 設有 \| 設有輪椅升降台 \| 設有扶手電梯 |                                                           |      |          | |

## 接駁交通
| 公交 \| 编号 \| 编号 \| 线路 \| 线路 \| 线路 \| 收费 \| 备注 \| \| ---- \| ------- \| ------------------------ \| ---- \| -------------------------- \| ----- \| ---------------------------------------- \| \| \| 34 \| 芳信路（郭村小区） \| ⇆ \| 云霄街（五号停机坪） \| 2元 \| \| \| \| 175 \| 同德围（阳光花园） \| ⇆ \| 广州火车东站 \| 2元 \| \| \| \| 271 \| 广州市儿童公园北门 \| ⇆ \| 石井鸦岗 \| 2元 \| \| \| \| 广424 \| （广州）白云文化广场 \| ⇆ \| （佛山）白沙（中海金沙湾） \| 3元 \| 经槎头 \| \| \| 522 \| 白云文化广场 \| ⇆ \| 神山 \| 3元 \| \| \| \| 544 \| 纸厂 \| ⇆ \| 广州市儿童公园 \| 2元 \| \| \| \| 547 \| 奥体南路（优托邦） \| ⇆ \| 广州市儿童公园 \| 2–3元 \| \| \| \| 757 \| 石井（庆丰纺织服装城） \| ⇆ \| 金信路（云山锦绣家园） \| 2元 \| \| \| \| 759 \| 南悅花苑 \| ↻ \| 南悅花苑 \| 2元 \| 经云城西路（萧岗地铁站）、地铁白云公园站 \| \| \| 929 \| 三元里大道（阅云台） \| ⇆ \| 石井大道北 \| 2元 \| \| \| \| 980 \| 汇侨新城 \| ↻ \| 地铁飞翔公园站 \| 2元 \| \| \| \| 夜32 \| 柯子岭（地铁大金钟路站） \| ⇆ \| 鹤洞 \| 3元 \| 544路附属线路 \| \| \| 夜75 \| 广州白云站公交总站 \| ↻ \| 地鐵飛翔公園站 \| 3元 \| 980路附属线路 \| \| \| 夜121 \| 地铁白云公园站 \| ⇆ \| 泮塘 \| 3元 \| 66路附属线路 \| \| \| 广夜122 \| （广州）永泰新村 \| ⇆ \| （佛山）白沙（中海金沙湾） \| 4元 \| 经同康路 广424路附属线路 \| |         |                          |      |                            |       |                                          |
| 编号 | 编号    | 线路                     | 线路 | 线路                       | 收费  | 备注                                     |
| | 34      | 芳信路（郭村小区）       | ⇆    | 云霄街（五号停机坪）       | 2元   |                                          |
| | 175     | 同德围（阳光花园）       | ⇆    | 广州火车东站               | 2元   |                                          |
| | 271     | 广州市儿童公园北门       | ⇆    | 石井鸦岗                   | 2元   |                                          |
| | 广424   | （广州）白云文化广场     | ⇆    | （佛山）白沙（中海金沙湾） | 3元   | 经槎头                                   |
| | 522     | 白云文化广场             | ⇆    | 神山                       | 3元   |                                          |
| | 544     | 纸厂                     | ⇆    | 广州市儿童公园             | 2元   |                                          |
| | 547     | 奥体南路（优托邦）       | ⇆    | 广州市儿童公园             | 2–3元 |                                          |
| | 757     | 石井（庆丰纺织服装城）   | ⇆    | 金信路（云山锦绣家园）     | 2元   |                                          |
| | 759     | 南悅花苑                 | ↻    | 南悅花苑                   | 2元   | 经云城西路（萧岗地铁站）、地铁白云公园站 |
| | 929     | 三元里大道（阅云台）     | ⇆    | 石井大道北                 | 2元   |                                          |
| | 980     | 汇侨新城                 | ↻    | 地铁飞翔公园站             | 2元   |                                          |
| | 夜32    | 柯子岭（地铁大金钟路站） | ⇆    | 鹤洞                       | 3元   | 544路附属线路                            |
| | 夜75    | 广州白云站公交总站       | ↻    | 地鐵飛翔公園站             | 3元   | 980路附属线路                            |
| | 夜121   | 地铁白云公园站           | ⇆    | 泮塘                       | 3元   | 66路附属线路                             |
| | 广夜122 | （广州）永泰新村         | ⇆    | （佛山）白沙（中海金沙湾） | 4元   | 经同康路 广424路附属线路                 |

## 利用状况
本站鄰近广州儿童公园、广州体育馆以及凱德廣場·雲尚、五号停机坪、绿地中心等商业中心和南方航空大廈等办公寫字樓；車站東邊靠近白雲山及白雲大道南一帶住宅小區；西邊數百米为住宅區和城中村林立的新市地區，但只有新市東邊一帶離2號線較近，新市的中心和西部前往本站需要其它交通工具或步行接駁。因此開站初期本站平日客流以附近居民、上下班人士、游客以及运动爱好者為主；但在節假日，來往广州儿童公园的遊客則成為本站的主要客流。如果体育馆有演唱会、比赛等遇上重大活动时，更會出現大量的人流。
自車站南側的凱德廣場·雲尚開業後，成為區內大型購物商場，吸引來往商場的乘客使用地鐵，本站的使用量得以提升，節假日時從A出口進站更需要排隊。
此外，本站会视情况在节假日期间实行限流措施，以缓解广州火车站的客流压力。

## 历史

### 规划及建设
白云公园站最早出现于1997年出現的《廣州市城市快速軌道交通線網規劃研究（最終報告）》，是当时2號線與6號線的換乘站。当时规划2号线北段沿機場路和106國道行走，中途在机场路岗贝路口附近设岗贝站或机场路站。在2000年方案中，由于旧机场已落实迁往花都，因此三元里以北的2号线北段线路也改為沿舊白雲機場中軸線行走，车站位置亦变更为现时的位置。由于邻近当时刚落成的广州体育馆，本站亦被称作广州体育馆站。后来规划当局提出将旧机场地区规划成为广州城市副中心——白云新城，亦因此将后来规划名称亦更名为白云新城站。
車站在建設時已为原6号线作出相應預留，在後來的規劃中，6號線輾轉成為現時的12號線，仍在本站換乘。但在2016年12號線因應接駁國鐵棠溪站的規劃需求而更改規劃走線，改為在白雲文化廣場站換乘2號線，故本站的预留结构未被使用。
白云公园站2号线部分于2007年正式动工；2010年9月25日，本站随新二号线、八号线开通运营而正式启用。

### 站名争议
本站附近设置规划设置有“白云公园”，故本站于2010年2月定名白云公园站。然而白云公园一期建成后，以此为基础改建为新廣州市兒童公園。2014年儿童公园启用后，当局一度计划与地铁公司协商将车站更名为“儿童公园站”，惟此后未有下文。
因站名无法对应实际场所，本站与相邻的飞翔公园、白云文化广场三站被市民戏称为「白云三骗子」。

### 运营事件
2015年5月4日晚，廣州市區下起暴雨，白云公园站受到周边的地面市政排水设施不畅通的影响，大量黄泥水倒灌進入车站，将站厅及站台浸没，市民需要挽起裤脚涉水经过。泥水还一度灌入轨道，工作人员需要不断清理積水。事件未对运营造成影响，积水在当晚已经全部排走。
2022年疫情期间，本站曾多次受防控措施影响而需要调整服务。4月疫情期间，本站于4月9日至4月17日暂停运营；年末疫情期间，本站于11月21日至27日暂停运营。

## 未来发展
本站在進行設計和建設時，地下二層預留的新線島式站台是按照4節L型車的規模進行設計，建設時亦只建成與2號線車站重疊的部分。因此當新線路建設時需要對預留結構進行延長。
原計劃該結構供12號線使用，但後來12號線更改了規劃走線，不再經過本站，因此預留結構暫無用武之地。不过，佛山地鐵6號線有規劃未來線路延伸進入白雲區，中途預計會經過本站，與廣州2號線交匯。若落實在本站換乘，有可能使用該預留結構。惟佛山6號線為遠期規劃，詳情現時並未明朗。